# Sportnytt
Sportnytt är ett sportnyhetsprogram som visas i Sveriges Television dagligen. Om söndagar visas Sportspegeln. Programmet hade premiär den 1 oktober 1977., men tidigare hade namnet "Sportnytt" används om de sportnyhetssändningar som gjordes varje torsdag.

## Historik
Den 1 oktober 1997 firade programmet 20-årsjubiléum med ett jubileumsprogram.
Från 5 december 2019 sänds Sportnytt med ny grafik, sedan studion byggts om.
I och med omplanering av den tekniska kanalstrukturen på SVT bytte Sportnytts 22-sändning kanal den 24 augusti 2020 från SVT2 till SVT1. Förändringen gällde måndag-torsdag, på fredag blev sändningen kvar 21:30 i SVT2.
Den 10 januari 2022 flyttades den sena sändningen tillbaka till SVT2 och började visas 21:45 måndag-torsdag och 21:30 på fredagar.

## Sändningstider
- Vardagar
  - 06:41 i Morgonstudion i SVT1.
  - 07:41 i Morgonstudion i SVT1.
  - 08:41 i Morgonstudion i SVT1.
  - 09:41 i Morgonstudion i SVT1.
  - 18.28-18.33 i SVT1.
    - 18.19-18.24 på sommaren.

  - 21.46-22.00 i SVT2.
    - Fredagar 21.30-21.45 i SVT2.
    - 21:25-21:40 på sommaren vardagar i SVT2.
- Lördagar
  - 17.55-18.00 i SVT1.
  - 19.45-20.00 i SVT1.
- Söndagar
  - 17.55-18.00 i SVT1.
  - Sportspegeln 19.00-19.30 i SVT1.